# オーストラリアの地方政府
オーストラリアの地方政府（オーストラリアのちほうせいふ）は、オーストラリアの連邦政府、州や準州の下に、州/準州政府によって設置される地方政府である。地方政府については、オーストラリア憲法には言及されておらず、1970年代と1980年代に地方政府についての規定を盛り込むことを目指してそれぞれ行われた2回の憲法改定の国民投票は、いずれも否決に終わっている。全ての州政府は、それぞれ各州の州憲法において地方政府についての規定をしている。カナダやアメリカ合衆国とは異なり、オーストラリアでは、各州の下にある地方政府は1層しかなく、市 (cities) や郡 (counties) などといった区別もない。
地方行政を担う地方公共団体は、一般的にはカウンシル (council) と称されるが、この語は狭義では選挙で選ばれる自治体の「議会」を指すため、広義で地方公共団体を指す場合にも日本語では「市議会」などと訳されることがある。カウンシルの管轄下にある領域は地方行政区 (Local Government Areas, LGA) と総称されるが、「市 (cities)」や「シャイア (shire)」といった名称も、地理的な含意をもつ。2016年8月の時点で、オーストラリアには547の地方カウンシルが存在していた。
オーストラリアでは、地方政府が1層しかないが、比較的人口密度の低い地域の多くが、いずれの地方行政区にも含まれないままになっている。こうした地域における地方行政の権限は、ビクトリア州の山岳リゾート地のように一般的な立法によらずに設立される特定目的団体によって執行されたり、州政府によって直接執行される。
ひとつの地方カウンシルが管轄する領域の大きさは、小さなものではパース大都市圏シャイア・オブ・ペパーミント・グローブの1.5 km2 (0.58 sq mi)から、大きなものでは同じく西オーストラリア州のピルバラ地方のシャイア・オブ・イースト・ピルバラの、ビクトリア州や、ドイツや日本よりも広い380,000 km2 (150,000 sq mi)まで、様々である。人口においても、100万人を超えるクイーンズランド州ブリスベン（都市圏全体では200万人超）から、75人とされる南オーストラリア州マラリンガ・ティアルトゥジャまで、大きなばらつきがある。

## 州による支配
オーストラリアの地方政府は、州ないし準州の法執行に服すものとなっている。地方政府カウンシルの機能や職務は、オーストラリア全土で同様なものとなっているが、州ごとの法制度の違いを反映して、ある程度の差異が生じているところもある。
- ニューサウスウェールズ州の地方公共団体 - Local government areas of New South Wales
- ノーザンテリトリーの地方自治体 - Local government areas of the Northern Territory
- クイーンズランド州の地方公共団体 - Local government areas of Queensland, Local government in Queensland
- 南オーストラリア州の地方公共団体 - Local government areas of South Australia
- タスマニア州の地方公共団体 - Local government areas of Tasmania
- ビクトリア州の地方公共団体 - Local government areas of Victoria
- 西オーストラリア州の地方公共団体 - Local government areas of Western Australia

オーストラリア首都特別地域 (Australian Capital Territory, ACT) には、下位の領域や地方政府は設けられていない。
州政府の各省は、地方政府カウンシルを監督し、場合によっては関係法令の定めに従って介入することもある。

## 形式や州ごとにみた地方政府

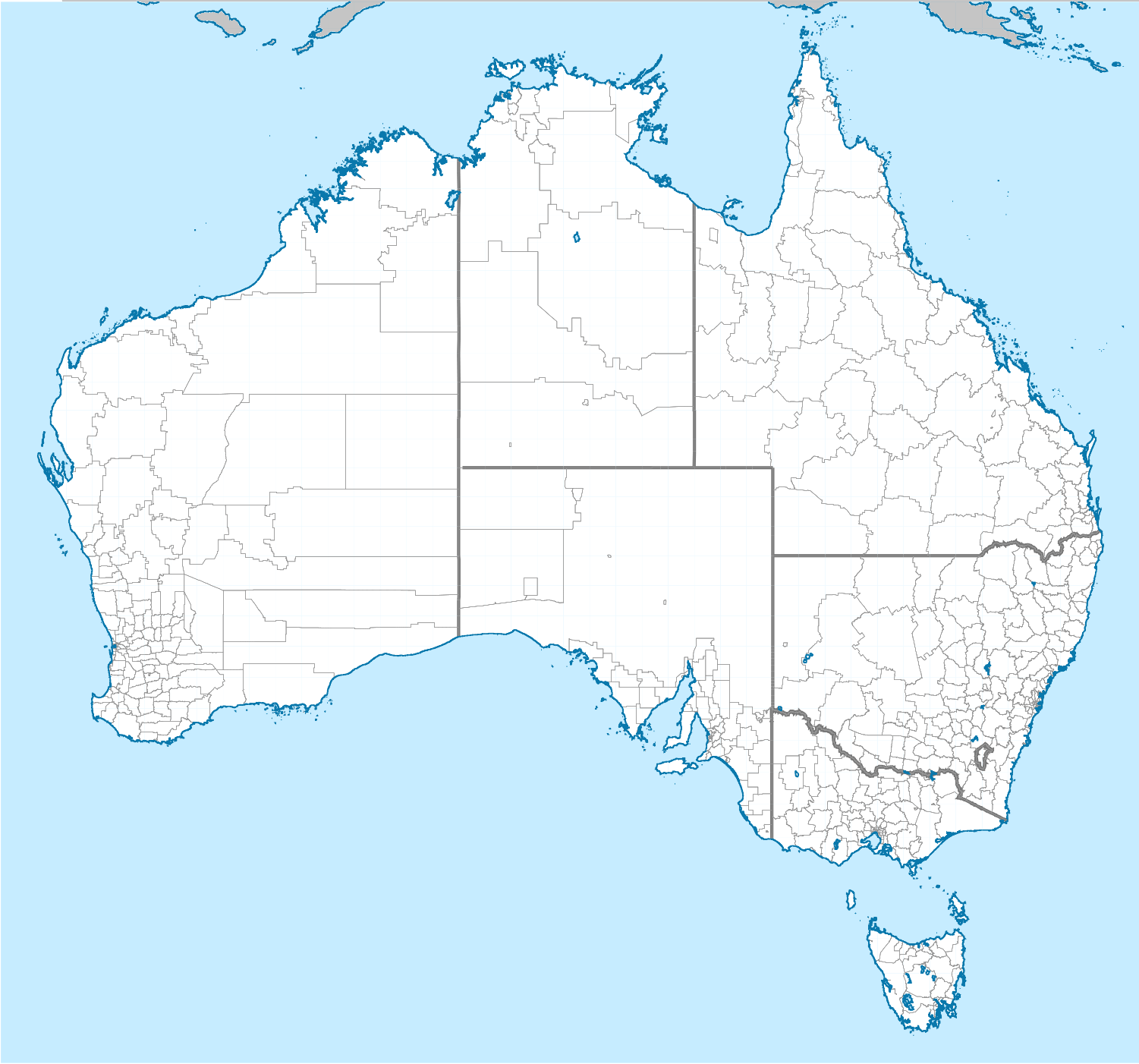
オーストラリアの地方政府の境界線。

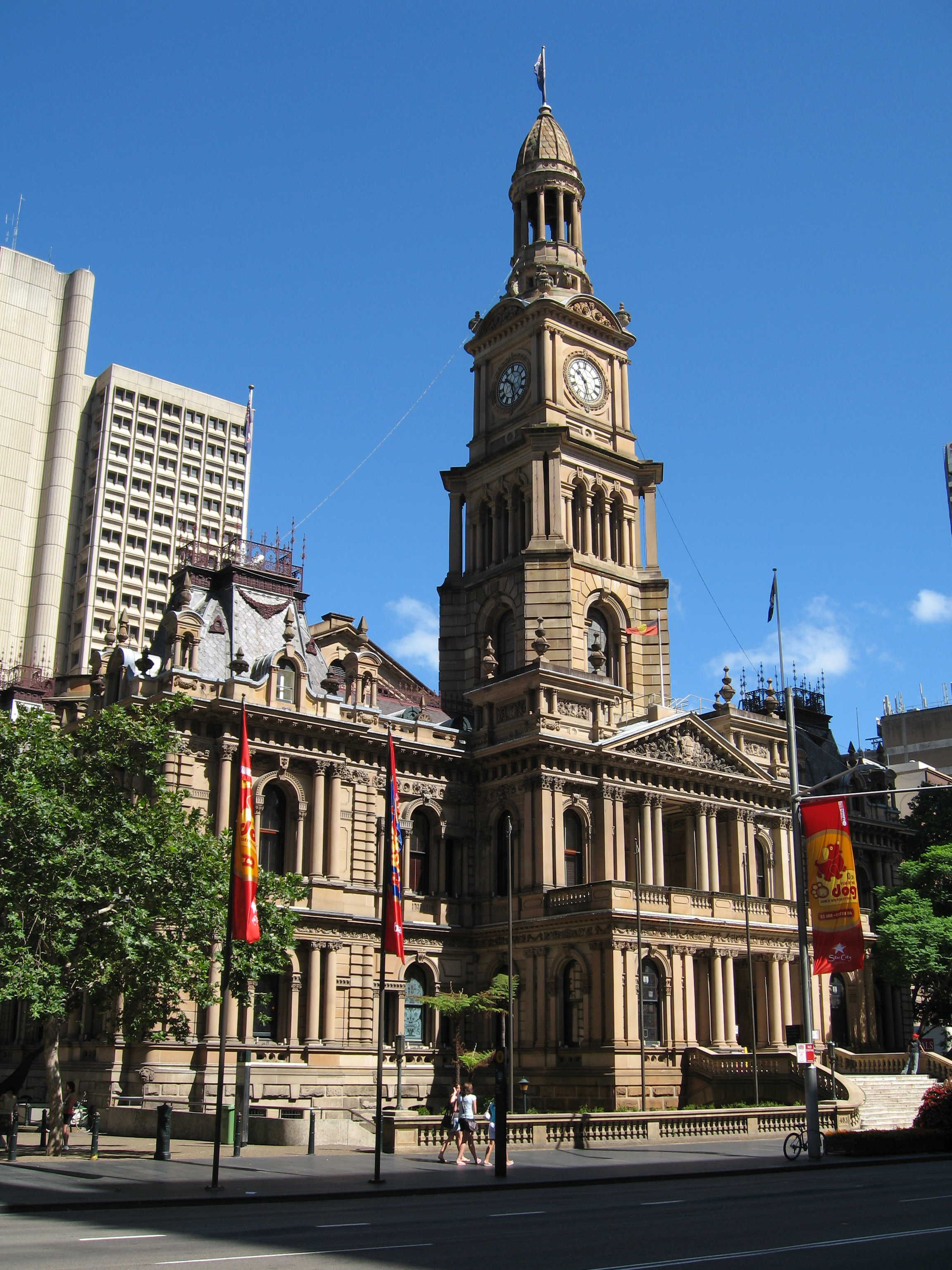
シドニーの中の地方行政区シティ・オブ・シドニーのカウンシル事務局。

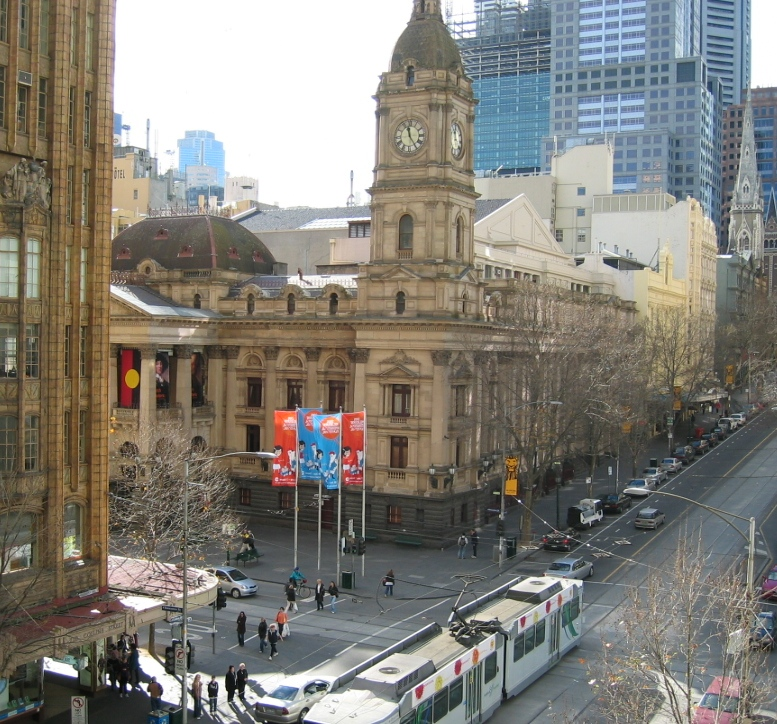
メルボルンのシティ・オブ・メルボルンの事務局が入っているメルボルン・タウン・ホール。

2017年1月の時点で、州や準州ごとに、また、地方行政区 (LGA) の形式ごとに集計した表は次のようになる。
| 形式                                 | NSW | Vic | Qld | WA  | SA | Tas | NT | 合計 |
| ------------------------------------ | --- | --- | --- | --- | -- | --- | -- | ---- |
| バラ                                 |     | 1   |     |     |    |     |    | 1    |
| 市/シティ                            | 26  | 33  | 7   | 22  | 21 | 6   | 2  | 121  |
| カウンシル                           | 28  |     |     |     |    | 23  |    | 51   |
| ディストリクト・カウンシル           |     |     |     |     | 35 |     |    | 35   |
| 基礎自治体/ミュニシパリティ          | 6   |     |     |     |    |     |    | 6    |
| リージョナル・カウンシル             | 8   |     | 29  | 11  | 4  |     |    | 52   |
| ルーラル・シティ                     |     | 6   |     |     | 1  |     |    | 7    |
| シャイア                             | 58  | 39  | 24  | 107 |    |     | 10 | 238  |
| 町/タウン                            |     |     | 1   | 12  | 2  |     | 2  | 17   |
| コミュニティ・ガバメント・カウンシル |     |     |     |     |    |     | 2  | 2    |
| アボリジナル・シャイア               |     |     | 12  |     |    |     |    | 12   |
| アイランド・カウンシル               |     |     | 1   |     |    |     |    | 1    |
| 小計                                 | 126 | 79  | 74  | 152 | 63 | 29  | 16 | 543  |
| 非法人地域（未編入地域）             | 2   | 10  |     |     | 1  |     | 5  | 18   |
| 合計                                 | 128 | 89  | 74  | 152 | 64 | 29  | 21 | 561  |

## オーストラリアにおける地方政府の分類 (ACLG)
オーストラリアにおける地方政府の分類 (Australian Classification of Local Governments, ACLG) は、地方政府を、人口、人口密度、各カウンシルによって都市人口と定義された人口の比率などによって分類している。英字2文字で略記される各分類は、以下の通り。
- RA - ルーラル・アグリカルチュラル (Rural Agricultural)
- RS - ルーラル・シグニフィカント (Rural Significant)
- RT - ルーラル・リモート (Rural Remote)
- UC - アーバン・キャピタル (Urban Capital)
- UD - アーバン・デベロップト (Urban Developed)
- UF - アーバン・フリンジ (Urban Fringe)
- UR - アーバン・リージョナル (Urban Regional)

## 歴史
オーストラリア憲法には、地方政府についての言及はないが、憲法についての注釈書では数度の言及があり、注釈447には「基礎自治体の機関と地方政府 (Municipal institutions and local government)」、また935ページと936ページには「入植地に設けられた議会の権限 (Power of the Parliament of a Colony)」が「残余の立法権限 (Residuary Legislative Powers)」をもつと記されている。
オーストラリアで最初に公式な地方政府は、イギリスによる入植が始まってわずか3年後の1838年に創設されたパース・タウン・トラスト（Perth Town Trust：シティ・オブ・パースの前身）であった。これにアデレード・コーポレーション（Adelaide Corporation：シティ・オブ・アデレードが続き、南オーストラリア州によって1840年10月に設立された。続いて、シティ・オブ・メルボルンとシドニー・コーポレーション（Sydney Corporation：シティ・オブ・シドニーの前身）が、いずれも1842年に成立した。これら初期の地方政府の諸形態は失敗に終わり、各地に広がった多様な入植地に安定した形態の地方政府が成立するのは1860年代から1870年代にかけてのこととなったが、これは主に都市地域の圏外や地方において道路を建設する費用を賄う目的で設立されたものであった。カウンシルに選出された議員たちは、オーストラリア連邦の結成に先立った諸会議に代表を送ったが、地方政府は議論の余地なく憲法の枠組みの外側に置かれた。
1970年代にはゴフ・ホイットラムが率いたホイットラム政権が、単なる道路建設への資金提供という水準を超えて地方政府への資金提供を拡大した。一般的な目的に用いられる財源が、初めて利用できるようになったのである。

### 改革
1980年代から1990年代には、大幅な制度改革が行われ、各州政府は、民間セクターで開発された計量的手法や効率分析を、地方政府の領域に適用した。1990年代には、各州が、カウンシルの統合の利益を追求した。1990年代はじめ、ビクトリア州は地域のカウンシルの数を210から78にまで削減した。南オーストラリア州、タスマニア州、クイーンズランド州でも地方政府の数は削減されたが、西オーストラリア州とニューサウスウェールズ州は、強制的な統合政策は採らなかった。ニューサウスウェールズ州は、その後、一部で合併を強制することがあった。カウンシルの合併を進めた主目的は、効率化と業務の改善であったが、カウンシルの強制的な統合は、しばしば間接民主主義を希釈するものと見なされた。
カウンシルが提供するサービスの領域は拡大したが、費用の圧縮効果は10%にもならなかったと、合併後の結果について研究者たちは指摘している。カウンシルの統合は雇用を喪失させ、業務負担の増大を強いられた人々の間に長く憤りを残した。
オーストラリアにおける地方政府改革においては、カウンシル地方組織 (ROC) の成長が大きな要素のひとつとなった。1995年には、全国各地にこうした組織が 50 ほどあった。2002年時点の調査によれば、55 のROCの存在が確認されており、その最大のものには18のカウンシルが参加していた。

## 権限と機能

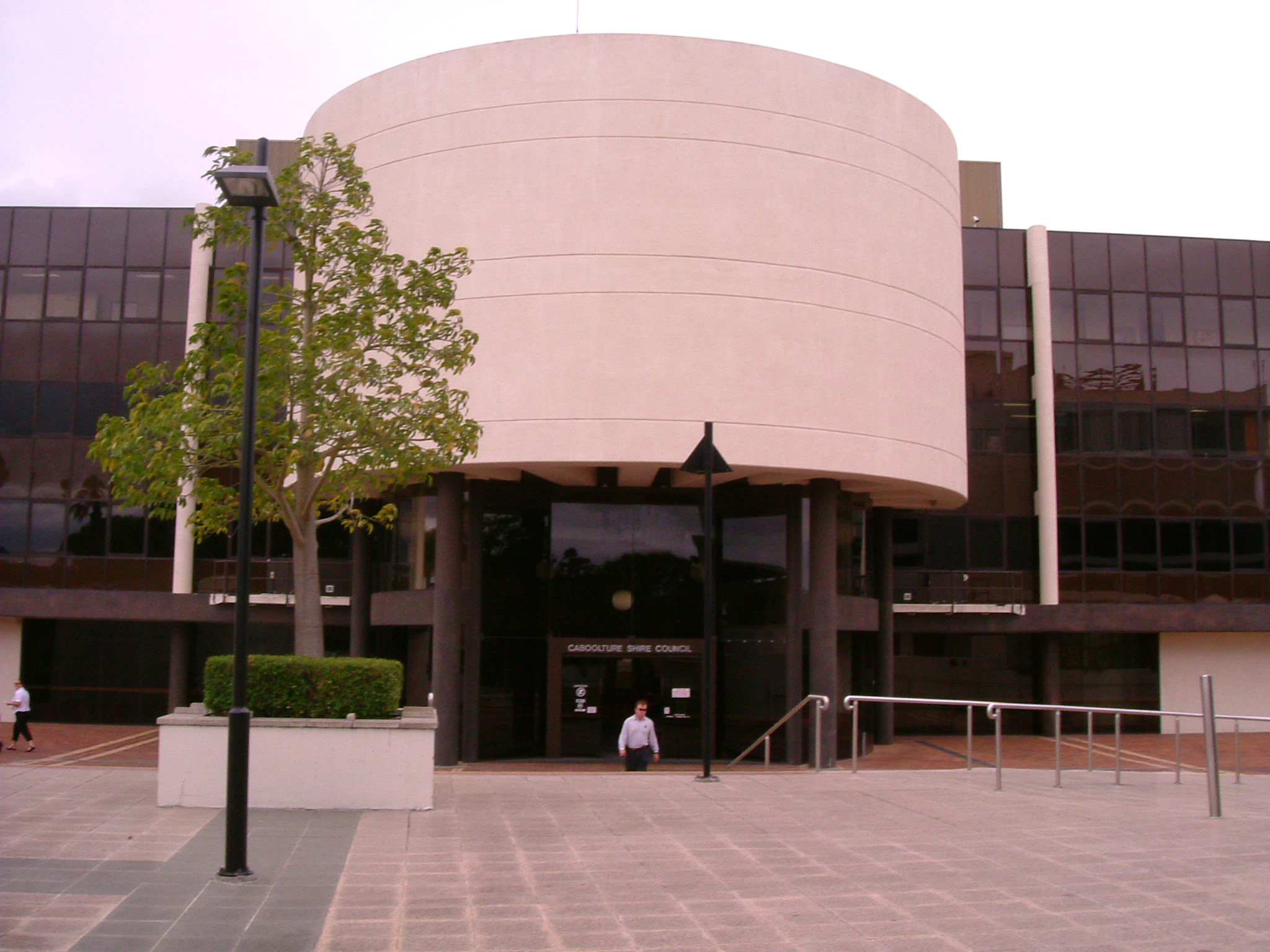
クイーンズランド州カブルチャーのシャイア・オブ・カブルチャー・カウンシル庁舎。

全ての地方政府は、理屈の上ではほぼ同じ権限が与えられているが、大規模な都市がそのまま地方行政区 (LGA) を形成しているシティ・オブ・ブリスベン（ブリスベン）やシティ・オブ・ゴールドコースト（ゴールドコースト）は、人口規模の大きさから、より大規模な財源を運用することになる。他の多くの国々とは異なり、警察、消防、学校などの公共サービスは、州/準州政府が担っており、地方政府の管轄ではない。
20世紀前半における、地方政府のおもな役割は、道路、橋、下水道といった物理的なインフラストラクチャーの供給にあった。1970年代以降は、コミュニティ施設の整備に重点が移り、図書館、公園、地域的な道路の維持、都市計画、開発行為の認可、ごみ処理などが取り組まれている。児童の保育、観光、都市再生も、地方政府の役割となり始めている。その財源に充てられるのは、「レイト (rates)」と称される、土地に課税する地方税と、州/準州政府や連邦政府から提供される補助金である。地方政府は、「3つのR (three Rs)」に関わる存在だと揶揄されてきた。すなわち、「Rates, Roads and Rubbish（レイト、道路、ごみ）」である。
しかし、オーストラリアにおける地方政府の役割は、近年拡大を続けており、より上位の政府がその活動の一部を第三の層である地方政府に委ねるようになりつつある。例えば、コミュニティにおける保健サービス、地方空港、環境汚染対策や、 コミュニティの治安、アクセシブルな交通手段などがその例である。行政サービスにおけるこうした変化は、「資産へのサービス (services to property)」から「人々へのサービス (services to people)」への移行だと捉えられている。オーストラリアの地方政府に対する、コミュニティからの期待は21世紀に入っていよいよ高まっているが、これは意思決定過程への参加や、事業の透明性を高める取り組みの拡大が要因のひとつとなっている。
近年では、州政府がLGAに権限の一部を委譲する例もある。クイーンズランド州や西オーストラリア州では、従来からの条例とは対照的に、LGAが独自に地域的な法令を制定すること（委任立法）を認めている。カウンシルはまた、カウンシルの集まった代表性の組織として地方政府連合 (Local Government Associations) やカウンシル地方組織 (ROC) を設けるようになっている。
ニュー・パブリック・マネジメントの考え方によって、各州の立法府は、地方政府により大きな柔軟性を与えるために、自由を広げてきたのである。

## 非法人地域
他の多くの国々とは異なり、オーストラリアにおける地方政府は、州/準州政府の下に、一つの層でしか存在していない。非常に人口密度が低い地域や、その他の特例を除けば、オーストラリアの大部分は各地の地方政府の領域の一部となっている。非法人地域（未編入地域）は、しばしば辺鄙な遠隔地で、広大な領域にごくわずかな人口がいるようなところである。

### オーストラリア首都特別地域
オーストラリア首都特別地域 (ACT) には基礎自治体はなく、ある意味では全域が非法人地域である。一般的に地方政府によって担われる業務は、オーストラリア首都特別地域立法議会が直接責任を負っている。

### ニューサウスウェールズ州
ニューサウスウェールズ州には、非法人地域が2ヶ所ある。
- 極西非法人地方 - 州の最も北西に位置し、極めて人口が希薄である。この地域に関して生じる事項は、必要に応じて州都に常駐する公務員が対処する。
- ロード・ハウ島

### ノーザンテリトリー
ノーザンテリトリーは、州全域の  1.45% が非法人地域で、そこに人口の  4.0% が居住しており、その中には、「Unincorporated Top End Region（非法人化されたままの北部地方）」と称される地域（フィニス＝メアリ (Finniss-Mary) が最大）や、「Darwin Rates Act（ダーウィン・レート法）」が適用される地域 - ヌルンバイ、北部地方では グルートアイランド島のアリャングラ、南部地方ではユーラーラなどがある。

### 南オーストラリア州
南オーストラリア州は、州全域の  60% が非法人地域であり、その中に位置するコミュニティは、一般的な基礎自治体が提供するサービスを、州政府の官庁であるがアウトバック・コミュニティ庁 (Outback Communities Authority) が担っている。

### ビクトリア州
ビクトリア州には、非法人地域が10ヶ所あり、いずれもスキー・リゾートが小さな島である。
- フォールズ・クリーク（英語版）・アルパイン・リゾート
- フレンチ島（英語版）、および、サンドストーン島（英語版）[18]
- エリザベス島（英語版）
- ガボ島
- レディ・ジュリア・パーシー島（英語版）
- レイク・マウンテン（英語版）・アルパイン・リゾート
- マウント・バウ・バウ（英語版）・アルパイン・リゾート
- マウント・ブラー（英語版）・アルパイン・リゾート
- マウント・ホーサム・ホーサム・アルパイン・リゾート（英語版）
- マウント・スターリング（英語版）・アルパイン・リゾート

### 西オーストラリア州
西オーストラリア州には、非法人地域が3ヶ所ある。
- フートマン・アブロラス諸島（英語版） - 公式には居住者のいない無人島群であり、西オーストラリア州政府の漁業庁 (Department of Fisheries) の管理下にある。
- パース大都市圏内、ないし、近傍で、第一級の自然保護の対象となっている地域である、ロットネスト島（ロットネスト島庁 (Rottnest Island Authority) の管理下）と、キングス・パーク（英語版）（植物園・公園庁（英語版）の管理下）。